# Großsteingrab Massleberg
Das Großsteingrab Massleberg liegt am Straßenrand östlich von Strömstad, im nördlichen Bohuslän in Schweden. Bei der nach schwedischer Nomenklatur als Ganggrab (schwedisch Ganggrift) ausgewiesenen Anlage handelt es sich um einen Polygonaldolmen, dessen vieleckige Kammer von fünf Tragsteinen gebildet und von einem einzigen großen Deckstein bedeckt wird.
Während der Jungsteinzeit, vor der Landhebung, war das Tal eine Meeresbucht und die Anlage war ihr zugewandt. Die Megalithanlage wurde noch nicht archäologisch untersucht. Sie entstand zwischen 3500 und 2800 v. Chr. als Anlage der Trichterbecherkultur (TBK).

## In der Nähe
- Das Gräberfeld von Massleberg befindet sich direkt rechts des Abzweiges zum Ganggrab.
- Die Felsritzung Massleberg 1 liegt etwa 80 m vom  Gräberfeld Massleberg entfernt bei einem Gehöft, vor dem man links abbiegt.
- Die Felsritzungen Massleberg 2 liegen etwa 850 m von Massleberg 1 entfernt in Richtung Näsinge.
- Der Polygonaldolmen von Skee prästgården liegt in der Nähe.
- Dårskilds Högar mit 10 Steinkreisen.